# 바티칸 시국 시민권법
바티칸 시국 시민권법(이탈리아어: Legge sulla cittadinanza, la residenza e l’accesso, 영어: Citizenship, Residence and Access Law)은 바티칸 시국의 시민권을 규율하는 법으로 2011년 2월 22일 교황 베네딕토 16세에 의해 발효되었다.
바티칸 시국 시민권은 성좌 또는 바티칸 시국 행정부에서 특정한 직무를 수행하는 사람들에게 거의 전적으로 부여되며 바티칸 시민의 가족들은 바티칸 시국 안에 거주하는 경우 시민권을 받을 수 있다. 법정 근로 요건을 충족하지 않거나 바티칸 시민의 가족이 아니지만 교황으로부터 바티칸 시국에 거주할 허가를 받은 사람은 재량으로 시민권을 받을 수 있다.

## 제정 연혁
1870년 로마 점령 이후 성좌의 세속 권력은 성 베드로 대성전 주변 지역으로 제한되었다. 이탈리아 왕국은 1871년에 교황과의 관계를 정상화하려는 시도로 보장법을 제정하여 제한된 영토에 대한 교황의 권위를 인정했지만 교황은 보장법 수용을 거부했다.
이후 1929년 교황청과 이탈리아 왕국 사이에 라테라노 조약이 체결되면서 국제 관계에서 영구적으로 중립을 약속하는 완전히 독립적이고 주권적인 국가인 바티칸 시국이 공식적으로 건국되었고 바티칸 시국 시민이라는 개념이 생성되었다.

## 시민권 취득 및 상실
바티칸 시국 시민권은  법적으로 한 국가의 시민으로 인정받는 국적을 규정하고 규율하는 일반적인 국적법과는 달리 바티칸 시국 또는 로마에 거주하는 로마 가톨릭교회의 추기경, 성좌의 외교관, 그리고 직업 때문에 바티칸 시국에 거주하는 사람들과 같이 주로 성좌와 관련된 직책에 임명된 후에 취득된다. 다만 바티칸 시국 시민권은 직책을 보유했다는 이유만으로 자동으로 취득되지 않으며 반드시 시민권을 신청하는 절차를 거쳐야 취득할 수 있다.
바티칸 시민의 배우자와 자녀들은 바티칸 시국 내에 거주할 허가를 교황으로부터 받을 경우 바티칸 시국 시민권을 신청할 수 있다. 바티칸 시국 안에서 직장을 갖고 있지 않거나 바티칸 시민의 가족 관계 요건을 충족하지 못하는 사람들 또한 교황으로부터 바티칸 내 거주 허가를 받을 경우 시민권 신청 자격이 부여된다. 2024년 12월 31일 기준으로 바티칸 시국에는 673명의 시민이 있다.
바티칸 시민권은 시민권이 영구히 유지되는 교황을 제외하곤 일시적으로만 취득할 수 있다. 바티칸 시국 시민권을 가진 사람들은 시민권 취득 조건을 충족하는 직책을 상실하거나 바티칸 시국에 더 이상 거주하지 않을 경우 바티칸 시민권을 자동으로 상실한다. 바티칸 시국 또는 로마 외부에 거주하게 되는 추기경도 바티칸 시민권을 상실하며 자격이 있는 직책을 마친 사람의 가족들도 바티칸 시국 시민권을 가지고 있을 경우 동시에 시민권을 상실한다. 바티칸 시민의 자녀는 만 18세가 될 경우 자동으로 바티칸 시민권 효력이 정지되고 시민권을 유지하고자 할 경우 바티칸 시국 거주 허가를 정기적으로 교황에게 신청해야 한다. 바티칸 시민권을 상실할 경우 법적으로 무국적이 되는 모든 사람은 바티칸 시민 자격을 상실할 경우 자동으로 이탈리아 국적이 부여된다.
바티칸 시국 시민권은 바티칸 시국 시민권을 받는 조건을 충족하는 자가 가지고 있는 국적과 관련된 국적법과 별도로 운영되며 추기경은 콘클라베에서 교황으로 선출된다고 할 지라도 자신이 가지고 있는 국적을 자동으로 상실하지 않는다. 다만 해당 국적과 관련된 국적법은 교황으로 선출되어도 법적 효력을 발휘하며 만약 해당 국적법이 복수국적을 인정하지 않을 경우 새로 선출된 교황은 기존에 가지고 있던 국적을 상실할 수 있다.

## 관련 항목
- 바티칸 시국의 비자 정책
- 바티칸 시민의 비자 요건

## 참고 자료

### 인용
1. ↑  Toschi 1931, 529쪽.
2. ↑  Toschi 1931, 531, 537쪽.
3. ↑  Witola 2024b, 136–138쪽.
4. ↑  “Population”. 《바티칸 시국》 (영어). 2024년 12월 31일. 2025년 5월 12일에 확인함.
5. ↑  Witola 2024a, 95쪽.
6. ↑  Witola 2024b, 136쪽.
7. ↑  Witola 2024b, 138쪽.
8. ↑  Crowley, Michael (2025년 5월 9일). “Can Pope Leo Keep U.S. Citizenship?”. 《뉴욕 타임스》 (영어). 2025년 5월 12일에 확인함.

### 출판물
- Toschi, Umberto (October 1931). “The Vatican City State: From the Standpoint of Political Geography”. 《Geographical Review》 (Taylor & Francis) 21 (4): 529–538. doi:10.2307/209364. JSTOR 209364.
- Witola, Filip (2024a). “Reasons for Acquiring and Effects of Losing Vatican City State Citizenship”. 《Roczniki Teologiczne》 (John Paul II Catholic University of Lublin) 71 (1): 91–104. doi:10.18290/rt2024.5.
- Witola, Filip (2024b). “Legge sulla Cittadinanza, la Residenza e l'Accesso N. CXXXI - The Legislative Reorganisation of the Citizenship of the Vatican City State”. 《Opolskie Studia Administracyjno-Prawne》 (University of Opole) 22 (1): 131–142. 2025년 5월 8일에 확인함 – HeinOnline 경유.